# Совет первых наций Юкона
Совет первых наций Юкона (англ. Council of Yukon First Nations), ранее носивший название Совет индейцев Юкона, — организация, объединяющая индейские организации канадской территории Юкон, называемые в Канаде Первыми нациями (First Nation).

## История
В 1968 году было образовано Братство коренных народов Юкона (англ. Yukon Native Brotherhood), часть Национального Братства индейцев (англ. National Indian Brotherhood). В 1973 году представители братства во главе с Элайджа Смит (англ. Elijah Smith) представили правительству Пьера Трюдо в Оттаве документ, названый «Вместе сегодня для наших детей завтра».
В 1973 году двумя индейскими организациями Юкона: Братством коренных народов Юкона (англ. Yukon Native Brotherhood) и Ассоциацией индейцев Юкона без статуса (англ. Yukon Association of Non-Status Indians) был создан совет индейцев Юкона. Основной целью совета была борьба индейских общин за права на землю на территории Юкона. Позднее все три организации слились в одну, получившую название Совет индейцев Юкона, ставший затем Советом первых наций Юкона.

## Современная ситуация
Почти все «первые нации» на территории Юкона объединены в Совет первых наций Юкона, кроме двух организаций каска (Росс-Ривер-Дена и Лиард-Ривер), организации верхних танана (Уайт-Ривер) и организаций, основная территория которых находится в основном за пределами Юкона (Тетлит-Гвичин, Таку-Ривер-Тлингит). В таблице они отмечены красноватой заливкой в последнем столбце.
| Организация                 | Англ. название                           | Народ(ы)                         | Индейские резервации                                                              | Другие н.п.                                 | Население (по CSD) | Абориг. население | Зарегистрированное население | Племенной совет (Tribal Council)* |
| --------------------------- | ---------------------------------------- | -------------------------------- | --------------------------------------------------------------------------------- | ------------------------------------------- | ------------------ | ----------------- | ---------------------------- | --------------------------------- |
| Вунтут-Гвичин               | Vuntut Gwitchin First Nation             | кучины                           | ?                                                                                 | Олд-Кроу                                    | 253                | 215               | 518                          |                                   |
| Каркросс/Тагиш              | Carcross/Tagish First Nation             | тлингиты, тагиш                  | Каркросс 4                                                                        | Каркросс, Тагиш                             | 553                | 260               | 613                          |                                   |
| Кванлин-Дын                 | Kwanlin Dün First Nation                 | тагиш, южные тутчоне, тлингиты   | Уайтхорс 8                                                                        | Уайтхорс, Айбекс-Валли, Маунт-Лорн          | 746                | 145               | 968                          |                                   |
| Клуэйн                      | Kluane First Nation                      | южные тутчоне                    | ?                                                                                 | Беруош-Лендинг, Дестракшен-Бей              | 128                | 70                | 142                          | Kluane Tribal Council             |
| Лиард-Ривер                 | Liard River First Nation                 | каска                            | Ту-Майл-Виллидж, Ту-энд-Уан-Хаф-Майл-Виллидж, ост. в Брит. Колумбии               | Аппер-Лиард, Уотсон-Лейк                    | 1207               | 625               | 1089                         | Kaska Tribal Council              |
| Литтл-Салмон/Кармакс        | Little Salmon/Carmacks First Nation      | северные тутчоне                 | ?                                                                                 | Кармакс                                     | 425                | 325               | 598                          | Northern Tutchone Tribal Council  |
| Начо-Ньяк-Дун               | First Nation of Nacho Nyak Dun           | северные тутчоне                 | Мейо 6, Макквестен (Mcquesten) 3                                                  | Мейо, Кино-Сити/Кино-Хилл, Стьюарт-Кроссинг | 298                | 130               | 474                          | Northern Tutchone Tribal Council  |
| Росс-Ривер-Дена             | Ross River Dena Council                  | каска                            | ?                                                                                 | Росс-Ривер, Фаро                            | 654                | 325               | 493                          | Kaska Tribal Council              |
| Селкёрк                     | Selkirk First Nation                     | северные тутчоне                 | Селкёрк 7                                                                         | Пелли-Кроссинг, Форт-Селкёрк                | 296                | 250               | 510                          | Northern Tutchone Tribal Council  |
| Таан-Квачан                 | Ta’an Kwach’an Council                   | южные тутчоне                    | Лейк-Лаберж 1                                                                     | Лейк-Лаберж, Уайтхорс                       | 38                 | 38                | 233                          |                                   |
| Таку-Ривер-Тлингит          | Taku River Tlingit First Nation          | тлингиты                         |                                                                                   | все в Брит. Колумбии                        |                    |                   |                              |                                   |
| Теслин-Тлингит              | Teslin Tlingit Council                   | тлингиты                         | Теслин-Пост 13, Нисутлин-Бей (Nisutlin Bay) 15, Нисутлин (Nisutlin) 14, ИТ Теслин | Теслин, Свифт-Ривер, Джонсонс-Кроссинг      | 322                | 195               | 567                          |                                   |
| Тетлит-Гвичин               | Tetlit Gwich’in                          | кучины                           |                                                                                   | все в СЗТ                                   |                    |                   |                              |                                   |
| Тшондэк-Хвэчин              | Tr’ondëk Hwëch’in First Nation           | хан                              | Мусхайд-Крик 2, Мусхайд-Крик 2Б                                                   | Доусон                                      | 1327               | 390               | 692                          |                                   |
| Уайт-Ривер                  | White River First Nation                 | верхние танана, северные тутчоне | ?                                                                                 | Бивер-Крик                                  | 112                | 45                | 138                          | Kluane Tribal Council             |
| Шампейн (Шампейн и Эйшихик) | Champagne FN (Champagne and Aishihik FN) | южные тутчоне                    | Шампейн-Лендинг 10, Клукшу                                                        | Шампейн, Хейнс-Джанкшен                     | 24                 | 24                | 626                          |                                   |
| Эйшихик (Шампейн и Эйшихик) | Aishihik FN (Champagne and Aishihik FN)  | южные тутчоне                    | Клу-Лейк                                                                          | Эйшихик, Хейнс-Джанкшен                     | 589                | 240               | 170                          |                                   |
| Всего:                      | Всего:                                   | Всего:                           | Всего:                                                                            | Всего:                                      | 5599               | 3037              | 7661                         |                                   |